# NGC 6391
NGC 6391 é uma galáxia elíptica (E-S0) localizada na direcção da constelação de Draco. Possui uma declinação de +58° 51' 03" e uma ascensão recta de 17 horas, 28 minutos e 49,0 segundos.
A galáxia NGC 6391 foi descoberta em 1 de Setembro de 1886 por Lewis A. Swift.